# Camera dei rappresentanti del Montana
La Camera dei rappresentanti del Montana è, insieme al Senato, una delle due camere che compongono la Legislatura statale del Montana. Essa si riunisce nel Campidoglio dello Stato del Montana.
La Camera è composta da 100 rappresentanti, eletti ogni due anni.